# Júlio Botelho Moniz
Júlio Carlos Alves Dias Botelho Moniz ComC • GCC • CvA • OA • ComA • GOA • ComSE • GCIH (Lisboa, 12 de Outubro de 1900 – Lisboa, 30 de setembro de 1970) foi um militar e político. Atingiu o posto de general do Exército Português durante o Estado Novo e foi responsável pelo golpe de estado denominado Golpe Botelho Moniz ou Abrilada de 1961.
Apoiante da Revolução Nacional, foi observador do Exército Português na Alemanha Nazi no princípio da Segunda Guerra Mundial, Ministro do Interior (1944–1947), adido militar em Madrid e Washington (1949–1951), procurador à Câmara Corporativa, 3.º Chefe do Estado-Maior General das Forças Armadas de Portugal (3 de Março de 1955–13 de Agosto de 1958) e Ministro da Defesa Nacional (1958–1961).
Desencantado com a política de intransigência de António de Oliveira Salazar em relação à autodeterminação dos territórios ultramarinos, nas funções de Ministro da Defesa Nacional liderou em Abril de 1961 uma tentativa fracassada de impor uma mudança reformista a partir do próprio regime, forçando a exoneração do ditador e a reforma do Estado Novo.

## Biografia
Era filho segundo varão de José Carlos Botelho Moniz (Lisboa, 28 de Março de 1869 – Lisboa, 1941), Militar, e de sua mulher Maria Carlota Alves Dias (15 de Maio de 1872 – 28 de Julho de 1977) e irmão de Jorge Augusto Alves Dias Botelho Moniz, também Militar e Deputado em 1918 e de 1945 a 1961.
Frequentou o Colégio Militar.
Casou com Maria Gabriela Rodrigues Deslandes (Lisboa, Carnide, 20 de Janeiro de 1907 – 15 de Outubro de 2003), irmã de Venâncio Augusto Deslandes, da qual teve três filhas e um filho.
Concluiu o curso de Artilharia de Campanha na Escola de Guerra em 1918, e em 1938, depois de terminar o curso do Estado-Maior, ingressa no Corpo do Estado-Maior.
Durante a fase inicial da Segunda Guerra Mundial foi observador do Exército Português na Alemanha e, durante a mesma Guerra, participou numa missão de observação do Exército à Frente Leste e nas negociações que conduziram ao Acordo dos Açores.
Foi Professor dos Cursos do Estado-Maior de 1940 a 1943, e da Escola do Exército de 1940 a 1941.
Em 1944, por indicação do Subsecretário de Estado da Guerra, Fernando dos Santos Costa, do qual Botelho Moniz, à altura Tenente-Coronel, era muito amigo, seria nomeado Ministro do Interior, tendo sido o primeiro militar a ocupar este cargo depois da entrada em vigor da Constituição de 1933, entre 6 de Setembro de 1944 e 4 de Fevereiro de 1947. Foi demitido três anos mais tarde, quer em virtude do descontentamento gerado por ter substituído quase todos os Governadores Civis à revelia dos interesses locais e da União Nacional, quer por ter afirmado que o Regime teria perdido as Eleições Legislativas de 1945 se estas tivessem decorrido sem ilegalidades. Salazar oferece-lhe, em troca, a pasta de Ministro das Colónias, mas Botelho Moniz recusa.
Entre 1947 e 1950 e entre 1950 e 1951 foi adido militar em Madrid e Washington, DC, respectivamente.
Foi Inspector da 1.ª Inspecção de Artilharia em 1952, Secretário Adjunto da Defesa Nacional em 1953 e Vogal do Conselho Ultramarino em 1953.
A 3 de Fevereiro de 1953 foi promovido ao posto de General do Exército, ocupando ainda nesse ano os cargos de Secretário-adjunto da Defesa Nacional e Vogal do Conselho Ultramarino.
Depois de ascender ao posto de General, integra como Procurador a Câmara Corporativa, entre 1953 e 1957, por designação do Conselho Corporativo, durante a VI Legislatura, onde é Membro do Conselho da Presidência, da XII Secção - Interesses de Ordem Administrativa, 2.ª Subsecção - Defesa Nacional, e Assessor da XI Secção - Autarquias Locais. Nesta qualidade, subscreveu o Parecer sobre a jurisdição dos Tribunais Militares (Arquivo da Câmara Corporativa, N.º 38, 28 de Fevereiro de 1955).
A 3 de Março de 1955 foi nomeado 3.º Chefe do Estado-Maior-General das Forças Armadas de Portugal, lugar que ocuparia até 13 de Agosto de 1958. Neste último ano foi sondado para ser candidato a Presidente da República, em substituição de Francisco Craveiro Lopes. Face à sua recusa, assente em razões de saúde, Botelho Moniz acabaria nomeado, em 1958, Ministro da Defesa, funções que exerceu entre 14 de Agosto de 1958 e 13 de Abril de 1961, substituindo no cargo Fernando dos Santos Costa, sendo responsável pela criação duma nova divisão territorial, pelo restabelecimento do Governo Militar de Lisboa e pela revogação da Lei dos Casamentos dos Oficiais. Teve como Subsecretários de Estado os mais tarde generais Afonso de Magalhães de Almeida Fernandes e Francisco da Costa Gomes. Foi demitido em 1961 por ter ensaiado, sem sucesso, uma tentativa de deposição de Salazar.
Apesar das importantes funções que exercia no seio do Estado Novo, mantinha ligações com elementos da União Liberal Republicana e da oposição ao regime corporativista, entre os quais o tenente Moreira Lopes, Mário Pessoa, David Neto e Carvalho da Silva.
Escreveu:
- Nação em Guerra, Lisboa, Império, 1939[2]
- A Vida Heróica do Marechal Gomes da Costa, Vila Nova de Famalicão, 1956[2]
- Forças Armadas, Lisboa, 1961[2]

Júlio Botelho Moniz morreu a 30 de Setembro de 1970 em Lisboa, a sua cidade natal.

## OGolpe Botelho Moniz
Em Abril de 1961, Júlio Botelho Moniz liderou uma tentativa de golpe de estado, depois designada por Abrilada de 1961 ou golpe Botelho Moniz, no qual conjuntamente com Craveiro Lopes e outras personalidades ligadas aos círculos do poder, intentou forçar a demissão de Salazar no âmbito da legalidade do regime.
Na origem do incidente, na realidade o extremar de uma dissidência interna no seio da elite político-militar do regime, esteve o repúdio sentido por parte da elite governativa, particularmente a mais aberta à influência americana, pela posição de intransigência assumida pelo Governo português em relação à questão da descolonização. A causa próxima da tentativa foram as exigências das potências aliadas, em particular dos Estados Unidos da América, para que Portugal aceitasse o direito à autodeterminação dos seus territórios ultramarinos, no contexto do movimento global de autodeterminação dos povos submetidos a regime colonial que então ganhava ímpeto.
Botelho Moniz, no seguimento da sua experiência internacional como adido militar em Washington, reconheceu a insustentabilidade da posição sobre as "províncias ultramarinas", repudiando a posição oficial sobre a descolonização e a falta de evolução democrática do regime. Tal seria partilhado por parte importante da inteligentsia do regime na fase posterior à vitória dos Aliados na Segunda Guerra Mundial que contribuíra para as dificuldade de admissão de Portugal na Organização das Nações Unidas, que apenas ocorrera em 1955 e ainda assim ensombrada pela crítica generalizada dos aliados naturais do País e pelo levantamento do veto da URSS apenas conseguido por conveniência conjuntural no âmbito das negociações entre as superpotências [Referência necessária]. Esta posição de isolamento fora acentuada pelo apoio que desde 1959 o então senador John F. Kennedy publicamente concedera a Holden Roberto, o líder da UPA/FNLA, tornado mais evidente em 1961 quando aquele senador ascendeu à presidência dos Estados Unidos da América.

## Obras publicadas
Botelho Moniz foi autor de um conjunto de obras sobre estratégia e questões coloniais, de que são exemplo:

- Nação em Guerra (1939, Editorial Império)
- O Serviço de Informações em Campanha (1940)
- Missão de Oficiais do E. M. E. à Alemanha e à Frente Oriental (1942, Caxias, Inst. de Altos Estudos Militares, com Manuel Gomes de Araújo e José Beleza Tavares)
- Conduta das Operações Coloniais (1944, prefácio de João de Azevedo Coutinho)
- Reunir, Assistir, Sanear, (Discursos e Entrevistas), (1946, Lisboa)
- Forças Armadas Portuguesas (1961, Lisboa, Ministério da Defesa Nacional, traduzido em Inglês e Francês)

## Condecorações
Em termos de Ordens portuguesas General Botelho Moniz foi feito:
- Cavaleiro da Ordem Militar de São Bento de Avis de Portugal (5 de Outubro de 1928)
- Oficial da Ordem Militar de São Bento de Avis de Portugal (4 de Novembro de 1940)
- Comendador da Antiga, Nobilíssima e Esclarecida Ordem Militar de Sant'Iago da Espada, do Mérito Científico, Literário e Artístico de Portugal (11 de Abril de 1944)
- Comendador da Ordem Militar de São Bento de Avis de Portugal (6 de Novembro de 1944)
- Comendador da Ordem Militar de Nosso Senhor Jesus Cristo de Portugal (24 de Novembro de 1944)
- Grã-Cruz da Ordem Militar de Nosso Senhor Jesus Cristo de Portugal (5 de Fevereiro de 1947)[6]
- Grande-Oficial da Ordem Militar de São Bento de Avis de Portugal (29 de Setembro de 1951)[6]
- Grã-Cruz da Ordem do Infante D. Henrique de Portugal (3 de Janeiro de 1961)

Em termos de Ordens estrangeiras:
| Grau                                                 | Ordem                                            | País                      | Data                   | Notas                                       |
| ---------------------------------------------------- | ------------------------------------------------ | ------------------------- | ---------------------- | ------------------------------------------- |
| Cruz de Segunda Classe com Distintivo Branco         | Ordem do Mérito Militar                          | Espanha                   | 11 de Agosto de 1943   |                                             |
| Oficial                                              | Legião do Mérito                                 | Estados Unidos da América | 5 de Fevereiro de 1952 | atribuída pelo Presidente Harry S. Truman   |
| Cruz de Terceira Classe com Distintivo Branco        | Ordem do Mérito Militar                          | Espanha                   | 5 de Fevereiro de 1952 | [ 6 ]                                       |
| Ilustríssimo Senhor Comendador                       | Real e Distinguida Ordem Espanhola de Carlos III | Espanha                   | 5 de Fevereiro de 1952 | [ 6 ]                                       |
| Excelentíssimo Senhor Grã-Cruz com Distintivo Branco | Ordem do Mérito Militar                          | Espanha                   | 12 de Junho de 1954    |                                             |
| Excelentíssimo Senhor Grã-Cruz                       | Ordem do Mérito Civil                            | Espanha                   | 2 de Julho de 1957     |                                             |
| Grande-Oficial                                       | Ordem Nacional da Legião de Honra                | França                    | 27 de Junho de 1958    | atribuída pelo Presidente Charles de Gaulle |
| Grã-Cruz do Mérito com Estrela e Banda               | Ordem do Mérito da República Federal             | Alemanha Ocidental        | 14 de Junho de 1960    |                                             |
| Grande-Oficial                                       | Ordem do Mérito Militar                          | Brasil                    | 18 de Junho de 1960    |                                             |
| Grã-Cruz                                             | Ordem da Estrela Negra                           | França                    | 2 de Novembro de 1960  | atribuída pelo Presidente Charles de Gaulle |